# Wolofal

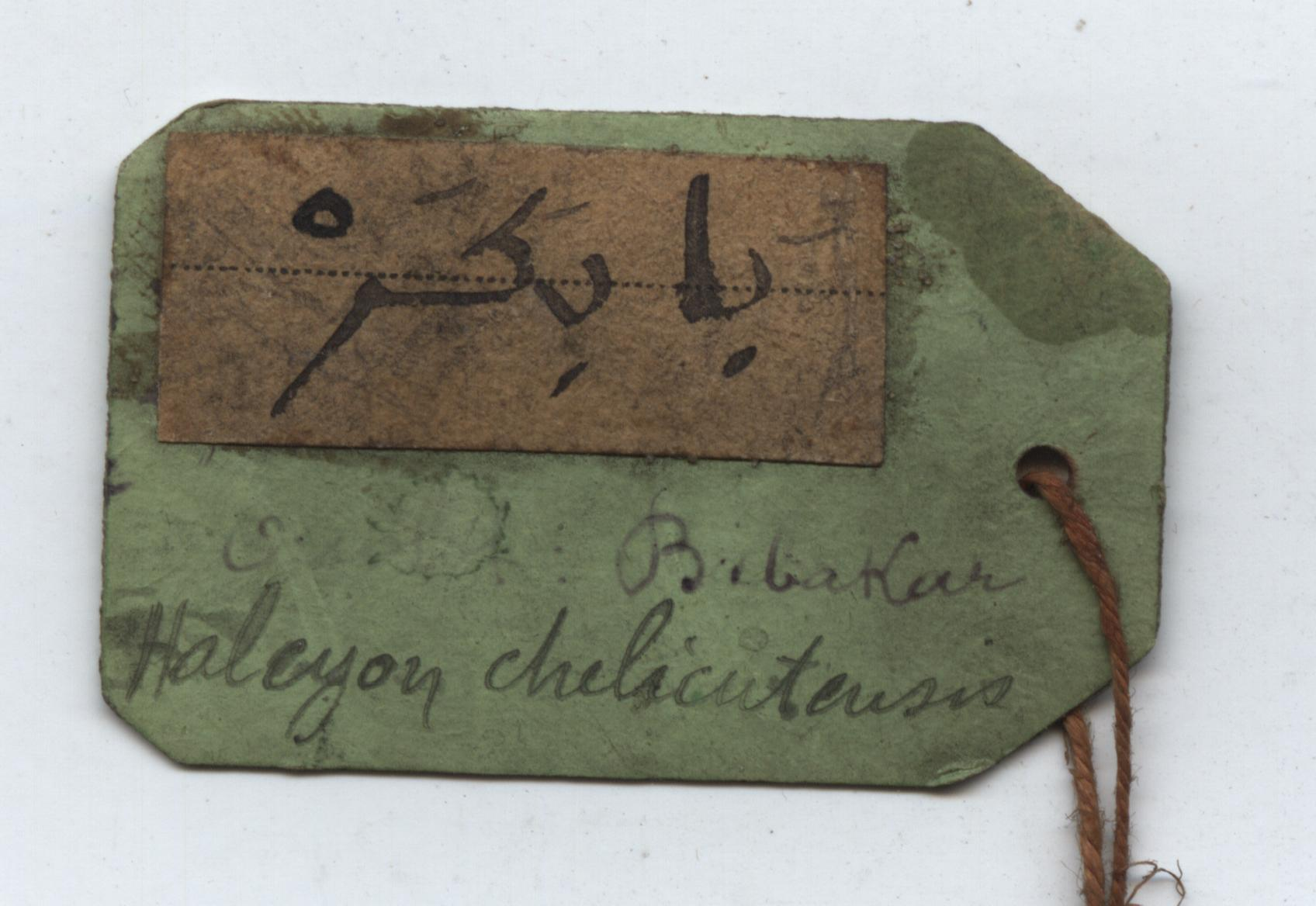
Étiquette d'un spécimen de Martin-chasseur strié indiquant le nom wolof de l'oiseau en alphabet latin et en Wolofal. Spécimen 12.Aln.40, collection Maës, muséum d'histoire naturelle de Bourges.

Le wolofal est un adjami, un alphabet dérivé de l’alphabet arabe, utilisé pour écrire le wolof.

## Alphabet
18 lettres de l’alphabet arabe sont utilisées en wolofal. Les autres lettres de l’arabe standard sont utilisées dans certains mots d’emprunt, principalement par les auteurs ayant une connaissance avancée de la langue arabe.
Les lettres fāʾ et qāf peuvent être écrites ‹ ف › et ‹ ق › selon le style oriental ou ‹ ڢ › et ‹ ڧ › selon le style maghribi.
Le signe diacritique trois petits points suscrits est utilisé par certains auteurs en wolofal sur plusieurs lettres pour en modifier la valeur :
- ‹ ݑ › pour p ou mb ;
- ‹ ࣅ › ou ‹ ࣆ › pour c, ñ, nj ;
- ‹ ڎ › pour nd ;
- ‹ ݣ › pour g, ŋ, ng.

Ce diacritique trois petits points suscrits est généralement plus petit que le diacritique trois points suscrits utilisé dans la composition de certaines lettres arabes comme ث  ou ش, mais peut lui être identique dans certains styles d’écriture.
La Direction de la promotion des langues nationales (DPLN) a standardisé l’orthographe wolofal.
| Lettres DPLN | Variantes | Lettres latines | Prononciation |
| ------------ | --------- | --------------- | ------------- |
| ب            |           | b               | [b]           |
| ݖ            | چ ,جۛ      | c               | [c]           |
| د            |           | d               | [d]           |
| ف            | ڢ         | f               | [ɸ]           |
| گ            |           | g               | [ɡ]           |
| ه            |           | h               | [h]           |
| ج            |           | j               | [dʒ]          |
| ک            |           | k               | [k]           |
| ل            |           | l               | [l]           |
| م            |           | m               | [m]           |
| ن            |           | n               | [n]           |
| ݧ            |           | ñ               | [ɲ]           |
| ݝ            | ݤ         | ŋ               | [ŋ]           |
| ݒ            | پ         | p               | [p]           |
| ق            |           | q               | [q]           |
| ر            |           | r               | [ɾ]           |
| س            |           | s               | [s]           |
| ت            |           | t               | [t]           |
| و            |           | w               | [w]           |
| خ            |           | x               | [x]           |
| ي            |           | y               | [j]           |